# Cala Vadella
Die Cala Vadella ist eine Bucht im Südwesten der Insel Ibiza. Sie wird von der gleichnamigen Ortschaft Cala Vadella umschlossen. Cala Vadella gehört zur Gemeinde Sant Josep de sa Talaia. 

## Lage

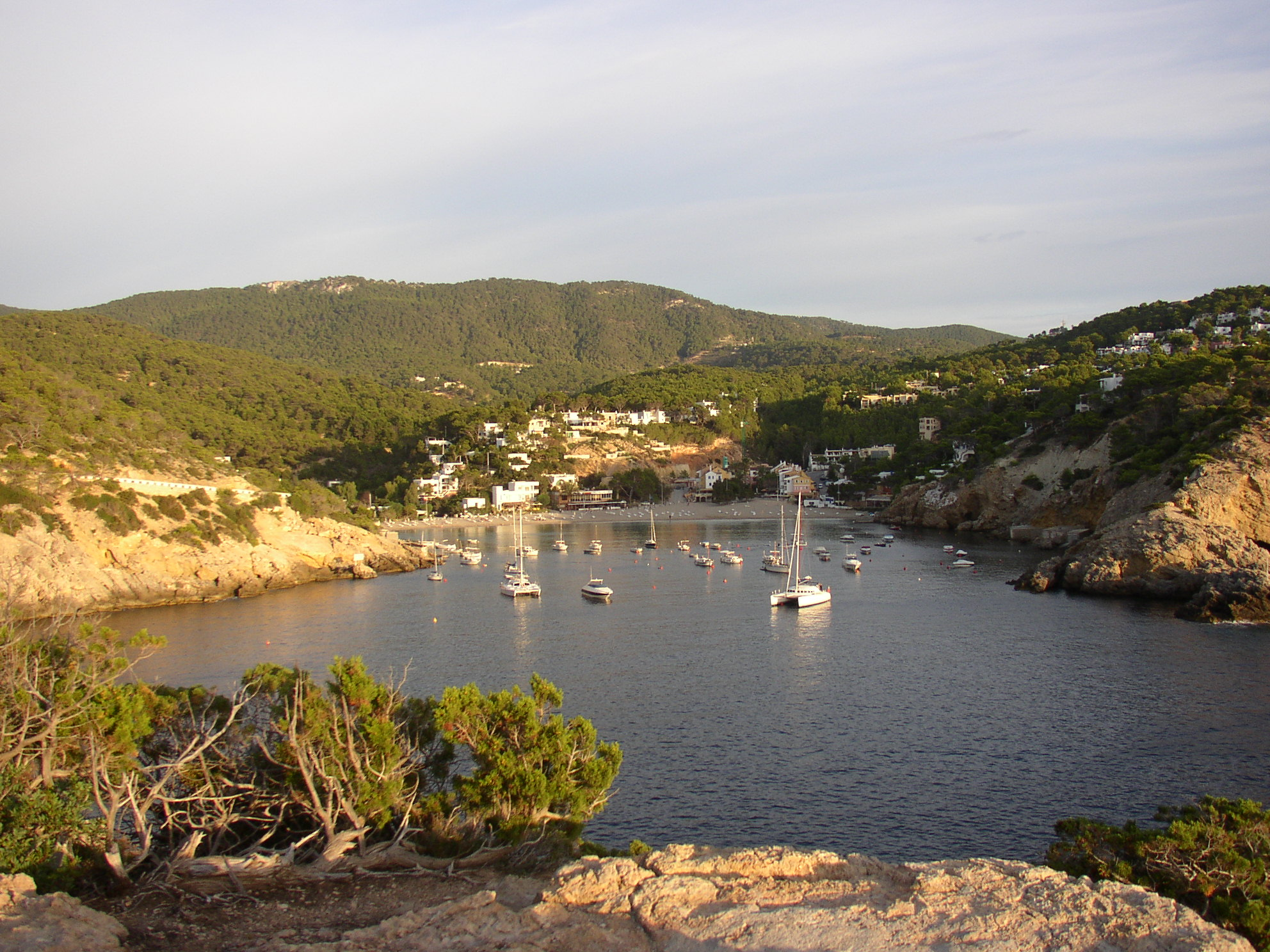
Cala Vadella im Sonnenuntergang

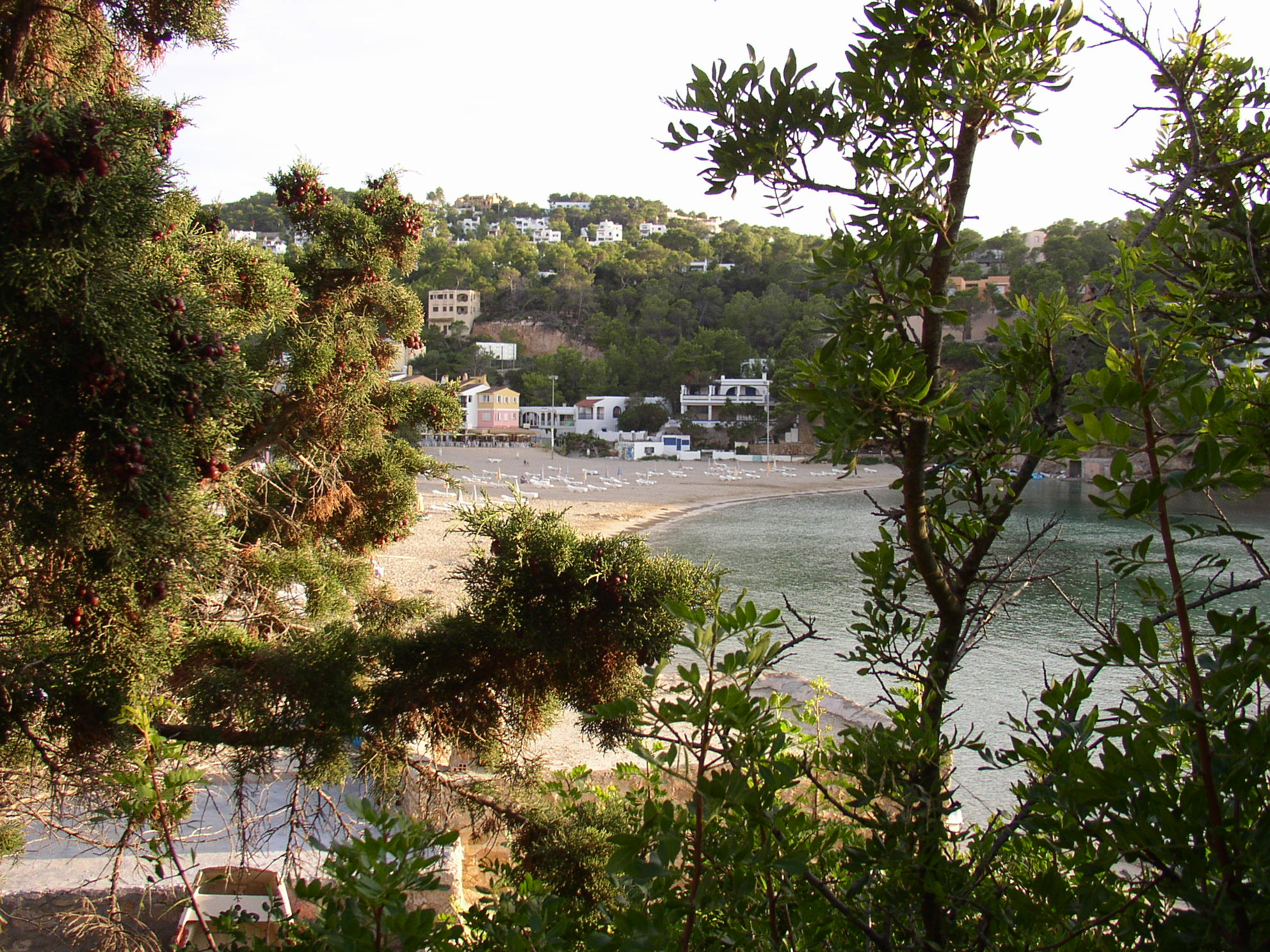
Seitenansicht der Cala Vadella

Man erreicht die Bucht per Bus mehrfach täglich von Sant Antoni de Portmany, Ibiza und von Sant Josep aus. Mit dem Auto ist die Cala Vadella in einer halben Stunde ab dem Flughafen Ibiza zu erreichen, von Sant Josep de sa Talaia aus in etwa 15 min.

## Beschreibung
Der feine Sandstrand der Bucht ist ca. 200 m lang und bis zu 75 m breit. Die Wasserqualität der Cala Vadella wird regelmäßig mit der blauen Fahne für gute Wasserqualität ausgezeichnet. Die Bucht hat, aufgrund der Einfassung durch felsige Steilhänge von Norden und Süden her, das Erscheinungsbild eines natürlichen Schwimmbades. Damit ist sowohl ein guter Schutz vor hohen Wellen verbunden, als auch eine nur geringe Strömung in der Bucht.
Der Strand fällt in Cala Vadella sehr seicht ins Meer ab. Es ist durchaus möglich, bis zu 50 Meter ins Wasser hinein zu laufen, ohne schwimmen zu müssen. Direkt am Strand liegen Restaurants und Boutiquen. An der Nordseite befinden sich einige Fischerhütten, von denen einige detailgetreu renoviert und auch noch in Benutzung sind.

## Rund um die Bucht
An die Cala Vadella schließen sich nach hinten heraus einige Restaurants, vom einfachen Bocadillostand bis zur feineren Gastronomie, an. Auch sind im näheren Umfeld des Strandes Boutiquen und kleinere Supermärkte zu finden. An den rückwärtigen Hängen der Bucht befinden sich einige Hotel- und Apartment-Anlagen.

## Freizeitmöglichkeiten
Im Umfeld der Bucht haben sich mehrere Tauchschulen, ein Tretboot- und Jetskiverleih und mehrere Autovermietungen niedergelassen. Von einer Anlegestelle am südlichen Ende der Bucht kann man mit einem ehemaligen Fischerboot Bootstouren zur Insel Es Vedrà an der Westküste Ibizas und an der Westküste in nördlicher Richtung an den vielen kleinen Buchten entlang, unternehmen. Das naturbelassene Hinterland der Cala Vadella lädt zu Wanderungen ein. Von der Cala Vadella aus sind sowohl die Cala Carbo, die Cala d´Hort als auch die Cala Moli gut durch einen längeren Fußmarsch zu erreichen. 